# コスモマキアー
株式会社コスモマキアー（英: Cosmo Machia Inc.）は、2010年（平成22年）6月11日に設立された、東京都文京区にある日本のゲームメーカー。

## 事業内容
Mobageで展開する『星屑の大戦★コスモマキアー』をサービスする法人格として、2010年に設立された。

パーソナルコンピューター向け、スマートフォン向けゲームの企画・開発・運営及び、家庭用ゲームの企画・開発を主に行っている。

2023年5月13日、『トリガーハート　エグゼリカ』のゲーム等に関する権利を取得したことを正式発表した。

## 主なゲーム作品
| 発売日（日本） | タイトル                                | プラットフォーム                 | 発売元                 |
| -------------- | --------------------------------------- | -------------------------------- | ---------------------- |
| 2010年10月15日 | 星屑の大戦★コスモマキアー               | Mobage(iOS / Android / 携帯電話) | コスモマキアー         |
| 2013年4月25日  | ファンタベ                              | ブラウザ                         | Yahoo!JAPAN            |
| 2014年12月16日 | ブラウザ雀士スーチーパイ                | ブラウザ                         | DMM GAMES              |
| 2015年10月14日 | 聞かせて天声人語                        | iOS                              | 朝日新聞社             |
| 2016年6月14日  | タッチ・ザ・マッピー 復活のニャームコ団 | iOS / Android                    | 鈴屋 / コスモマキアー  |
| 2017年6月16日  | 式神の城                                | Steam                            | コスモマキアー         |
| 2018年11月1日  | ましろウィッチ 真夜中のメルヒェン       | iOS / Android                    | スクウェア・エニックス |
| 2021年12月7日  | 式神の城II                              | Steam                            | コスモマキアー         |
| 2023年2月22日  | ファンタビジョン202X                    | PlayStation 5 / PlayStation VR2  | コスモマキアー         |
| 2023年4月13日  | 式神の城II                              | Nintendo Switch                  | コスモマキアー         |
| 2023年4月28日  | ファンタビジョン202X                    | Steam                            | コスモマキアー         |
| 2023年12月14日 | トリガーハート エグゼリカ               | Nintendo Switch                  | コスモマキアー         |
| 2024年4月26日  | トリガーハート エグゼリカ               | Steam                            | コスモマキアー         |
| 2025年3月18日  | 式神の城III                             | Steam                            | コスモマキアー         |
| 2025年4月24日  | トリガーハート エグゼリカ エンハンスド  | Nintendo Switch                  | コスモマキアー         |